# منشأة ثروت
قرية منشاة ثروت هي إحدى القرى التابعة لمركز أبو المطامير في محافظة البحيرة في جمهورية مصر العربية. حسب إحصاءات سنة 2006، بلغ إجمالي السكان في منشاة ثروت 16056 نسمة، منهم 7862 رجل و8194 امرأة.